# 達増拓也
達増 拓也（たっそ たくや、1964年〈昭和39年〉6月10日 - ）は、日本の政治家、外交官。岩手県知事（公選第16〜20代）。復興庁復興推進委員会委員。無所属。
衆議院議員（4期）、東日本大震災復興構想会議委員を歴任。

## 概説

### 生い立ち
岩手県盛岡市出身。生家は炭屋。

### 官僚から政治家へ
1983年3月岩手県立盛岡第一高等学校卒業。1988年3月、東京大学法学部第3類（政治コース）を卒業。政治過程論の茅野修のゼミや国際問題研究会などに所属していた。大学卒業後は外務省に入省。同期入省には、船越健裕（外務事務次官）、赤松武（元南スーダン大使）、堤尚広（南スーダン大使）、松本太（シリア臨時代理大使）などがいる。1991年3月、ジョンズ・ホプキンズ大学国際研究高等大学院（SAIS）修了。在米大使館書記官、在シンガポール日本国大使館二等書記官、外務省経済局先進国首脳会議準備事務局勤務、外務省国連局科学課勤務、外務省大臣官房総務課課長補佐などを経て、依願退官。1996年（平成8年）の第41回総選挙に新進党から出馬して初当選。当時「小沢チルドレン」と呼ばれていた同党初当選議員のなかでも小沢一郎の最側近の一人として活動。中選挙区時代に小沢の地盤ではなかった県北部の岩手県第1区で4回連続当選を飾るなど、「小沢学校の優等生」と呼ばれていた。
外務大臣田中真紀子への国会質問で、産経新聞を引き合いに出して「精神分析の対象」と発言し田中の言動を批判した。

## 岩手県知事

### 政治的基盤
2006年（平成18年）、知事選に出馬（民主党は推薦）。
陣営は「圧倒的勝利」を目標とし、後援会・党組織をフル回転。45万票（得票率59.7%）超を獲得、次点の自民推薦候補（得票率20.9%）に3倍の差をつけて大勝した。なお、選挙に当たってはマニフェストを掲げた。
知事選と併せて執行された岩手県議会議員選挙でも民主党単独過半数の獲得を目指したが、結果は過半数にわずかに及ばなかった（ただし、県議会第一党の座は確保）。詳細な議席配分数は「岩手県議会」を参照。

### 知事としての施策
知事に就任して直ちに、増田県政下で常態化したコンサルタント業者への政策立案の外注を全面的に見直すことを宣言し、停滞した県庁の立案能力の復活を促した。
マニフェストで公約した県北・沿岸振興に取り組むため、関係町村長と意見交換を行う。また、自ら高校で英語の授業を行うなどの行動に出ている。
- 岩手競馬存廃問題

知事選の時、他候補が岩手競馬の廃止を主張していたが、知事就任前から岩手競馬の存続を主張している。
岩手競馬存続の条件として、当初は増田知事がつくった存廃基準（単年度の収支均衡）としていたが、現在、「岩手競馬組合というのも地方自治法上の特別地方公共団体であり、その構成団体の民意を踏まえて経営、運営されるべきものと考えます。」と発言し、見直しもありうることを示唆している。

#### 地域圏の見直し
広大な面積を有する岩手県は、地域によって異なる生活実態に応じて9の「広域生活圏」を設定し、圏ごとに設置した地域振興局を通じて行政運営を行ってきたが、平成の大合併の成果を踏まえて、その見直しを表明。盛岡・県南・沿岸・県北の4つの「広域振興圏」を設定した。

### 財政政策

#### 就任直後の予算
当選直後、補正予算を編成。マニフェストとして掲げた県北・沿岸振興、芸術・文化事業、教育事業などへ配分が中心で、平泉の世界遺産登録を見越した準備費、岩手医科大学の入学定員増に対する補助、県産の農産物の中国向け輸出拡大を図るための調査費用などが盛り込まれた。原案通り議会で可決され、平成19年度の岩手県の一般会計予算規模は、7300億円余りとなった。基礎的財政収支は5億円の黒字となり、県債残高は縮減した。

#### 平成20年度当初予算
全国的に財政格差が問題になり、福田康夫内閣は5年ぶりに地方交付税を増額する措置をとったが、格差是正策への決め手とはならず、一般会計予算規模は6500億円台（前年度予算は7300億円）となった。予算規模が大きく減ったのは、県債残高を分かりやすく表示するために公債費を一般会計から分離したためで、実質的な減額幅は40億円程度である。
歳入は、地方交付税や国庫支出金（△200億円）、地方消費税減収の影響で、300億円程度減。このため、職員給与の減額を実施し、人件費を60億円（△3%）縮減。公共事業費も30億円（△3%）縮減するなど、苦しい財政運営となった。基礎的財政収支は、2年度続いた黒字を維持することができず、77億円の赤字となった。
予算編成にあたって達増は、防災・企業誘致・農林水産業の振興・地域医療の確保などに、限られた財源を「選択・集中」する考えを強調した。

### 外国人地方参政権問題
東北6県中他の5県の知事は「国民の間で議論がなされていない」など慎重論を語っている中、達増は外国人地方参政権の付与に積極的である。
また、2010年02月10日の記者会見で「（永住外国人は）事実上、日本国籍を持った住民の皆さん」「外国人に権利を与えると国益を損なうというゼノフォビア（外国人恐怖症）のようなものが、妙な広がり方をするのは良くない」と述べている。

### 小沢一郎との関係
「小沢チルドレン」としての衆議院議員時代の影響からか、小沢一郎に対する個人的な「応援」「擁護」発言が多いことで知られる。発言は主にインターネットのツイッターによって行われている。
この小沢一郎への個人的な感情について達増は「応援支援という次元ではない」「驚きと感動を発信している」などとしている。
2009年の西松建設事件や2010年の陸山会事件で小沢一郎の資金管理団体に疑惑が浮上した際には「（小沢は）田中角栄さんや金丸信さんの政治とは決別し、クリーンな政治を貫いている」と無罪であることを主張し、「ゼネコン談合疑惑狙いの見込み捜査」と検察を批判した。
達増は知事就任後も民主党の党籍を有していたが、2012年7月に小沢らが民主党を離党し国民の生活が第一を立ち上げるとこれに同調する形で民主党を離党している。

## エピソード
自公政権時代の2002年に衆議院議員鈴木宗男の証人喚問で尋問を行うなど、野党時代には与党追及の急先鋒とみられていた。また、インターネットが一般化する前からパソコン通信を用いた情報発信を行うなど、先駆的な広報活動で知られ、当時マスコミから"サイバー議員"と呼ばれたことがある。
プロフィールには好きな言葉として「『浩然の気』（『孟子』より。義を行うとき感じられる）」をあげているが、これは出身校である岩手県立盛岡第一高等学校の校歌の一節でもある。
石原慎太郎東京都知事を会長とする「北朝鮮による拉致被害者を救出する知事の会」に、47都道府県のうち、唯一不参加を表明した。上田清司埼玉県知事が「達増知事は外交は国の専管事項だと狭義に捉えている」と批判したことに対して、達増は「活動の応援や呼び掛けはしている。しかし岩手の外で責任を持って奔走するのは困難と判断した」と説明した。その後一転参加を表明した。
『笑っていいとも!』（フジテレビ）にて、司会のタモリが描いた南部鉄器のイラストが放映されたのを機に、それに対する感謝の手紙を番組宛に送付していた。手紙は達増本人の顔写真とともに番組内で紹介され、その内容は番組レギュラーの千原ジュニアによって代読された。

### 土下座知事
2009年3月6日岩手県議会は本会議で、政和・社民クラブから提出された本年度一般会計補正予算修正案を賛成多数で可決した。これに対し、達増拓也知事は県議会では初の再議権を行使したが、その際、「ぜひ補正予算を成立させてほしい」と全議員に向かい二度に渡り土下座した。その後、休憩をはさんで再開後にも三列に分かれた議員席の前でそれぞれ土下座し、議場内を驚かせた。
県議会事務局によると、知事が再議権を行使したのは初めてで、土下座したのも初めてである。

### サブカルチャー
サブカルチャーに明るい事でも知られる。
2009年11月1日三陸鉄道開業25周年記念イベントの一環として全国鉄道むすめサミットが開催されたが、この時パネルディスカッションを行った。その席で「俺の嫁」と言う言葉があることに触れた上で「（久慈ありすは）ウチの嫁」と発言した。パネルディスカッション後に行われた久慈ありすバースデイパーティーでも乾杯の挨拶を務めた。
マンガを活用して地域振興を目指す「いわてマンガプロジェクト」を立ち上げた。その一環として「ゴーガイ！～岩手チャグチャグ新聞社～」や『コミックいわて』（岩手日報社）を発売した。特に『コミックいわて』は達増拓也知事が責任編集者となっている。
東日本大震災の復興企画、「東北復興平泉宣言」のイメージイラストを、漫画家の荒木飛呂彦に依頼した。これは月見坂と中尊寺金色堂をバックに、中尊寺ハスを前に「ジョジョ立ち」する藤原清衡らが描かれた。

## 略歴

### 経歴
- 1983年（昭和58年）
  - 3月 - 岩手県立盛岡第一高等学校卒業。
- 1988年（昭和63年）
  - 3月 - 東京大学法学部第3類（政治コース）卒業。
  - 4月 - 外務省入省。
- 1991年（平成3年）
  - ジョンズ・ホプキンス大学国際研究高等大学院修了。
- 在シンガポール日本大使館二等書記官
- 外務省国連局科学課
- 外務省大臣官房総務課課長補佐

### 政歴
- 1996年（平成8年）
  - 10月20日 - 第41回衆議院議員総選挙（岩手1区・新進党公認）当選、67,420票。
- 2000年（平成12年）
  - 6月25日 - 第42回衆議院議員総選挙（岩手1区・自由党公認）2期目当選、74,835票。
- 2003年（平成15年）
  - 11月9日 - 第43回衆議院議員総選挙（岩手1区・民主党公認）3期目当選、91,025票。
- 2005年（平成17年）
  - 9月11日 - 第44回衆議院議員総選挙（岩手1区・民主党公認）4期目当選、95,109票。
- 2007年（平成19年）
  - 4月8日 - 第16回岩手県知事選挙（無所属・民主党推薦）1期目当選、454,135票。
- 2010年（平成24年）
  - 10月30日 - 鳩山由紀夫内閣下で総務省顧問に就任[13]。
- 2011年（平成23年）
  - 9月11日[注 1] - 第17回岩手県知事選挙（無所属・民主党推薦）2期目当選、438,975票。
- 2015年（平成27年）
  - 8月20日 - 第18回岩手県知事選挙（無所属・民主党推薦、維新の党・日本共産党・生活の党・社会民主党支持）3期目当選、無投票。
- 2019年（令和元年）
  - 9月8日 - 第19回岩手県知事選挙（無所属・国民民主党・立憲民主党・日本共産党・社会民主党推薦）4期目当選、402,803票。
- 2023年（令和5年）
  - 9月3日 - 第20回岩手県知事選挙（無所属）5期目当選、336,502票。